# Lucifer (album de SHINee)
Pour les articles homonymes, voir Lucifer (homonymie).
Albums de Shinee
2009, Year of Us
(2009) The First
(2011)
Singles
1. Lucifer
Sortie : 12 juillet 2010
2. Hello
Sortie : 1er octobre 2010

Lucifer est le deuxième album studio du boys band sud-coréen SHINee. Il est sorti le 19 juillet 2010. La réédition de l'album nommé Hello est sorti le 1er octobre 2010.
L'album est listé par le Gaon Album Chart comme étant le sixième album ayant eu les meilleures ventes de l'année 2010 en Corée du Sud, avec 124 961 exemplaires vendus, tandis que la réédition est placée dix-septième avec 63 118 exemplaires vendus.

## Liste des titres
Liste des titres,
| 1.    | Up & Down                     | Misfit, Jonghyun, Minho | wiidope                                               | 3:33 |
| 2.    | Lucifer                       | Yoo Young-jin           | Ryan Jhun, Yoo Young-jin, Adam Kapit, Bebe Rexha      | 3:54 |
| 3.    | Electric Heart                | Kim Bu-Min              | Hitchhiker                                            | 3:19 |
| 4.    | A-Yo                          | Ha Jung-Heon            | Denzil "iDR" Remedios, Kibwe "12Keyz" Luke, Erin Reid | 4:27 |
| 5.    | 욕 (Obsession)                | Jonghyun, Minho         | John Ho, Sean Alexander, Jimmy Burney                 | 4:08 |
| 6.    | 화살 (Quasimodo)              | Jo In-Hyung             | Michael Lee                                           | 4:08 |
| 7.    | 악 (Shout Out)                | JQ, SHINee, Misfit      | Steven Lee, Drew Ryan Scott, Sean Alexander           | 2:53 |
| 8.    | Wowowow                       | Kim Jin-Hee, Minho      | Will Simms, Emma Stevens                              | 3:11 |
| 9.    | Your Name                     | Onew, Minho             | Brandon Fraley                                        | 4:06 |
| 10.   | Life                          | Kim Jung-Bae            | Kenzie                                                | 4:38 |
| 11.   | Ready or Not                  | Misfit                  | Mikko Tamminen, Risto Asikainen, Will Simms           | 3:03 |
| 12.   | Love Pain                     | Kim Tae-Sung            | Kim Tae-Sung, Roh Tae-Ryung                           | 3:43 |
| 13.   | 사.계.후 (Love Still Goes On) | Lee Yun-Jae, JQ         | Lee Yun-Jae                                           | 2:56 |
| 47:59 |                               |                         |                                                       |      |

| "Hello Repackage" | "Hello Repackage" | "Hello Repackage"             | "Hello Repackage"                                        | "Hello Repackage" | "Hello Repackage" | "Hello Repackage" | "Hello Repackage" | "Hello Repackage" | "Hello Repackage" |
| No                | Titre             | Auteur                        | Producteur(s)                                            | Durée             |                   |                   |                   |                   |                   |
| ----------------- | ----------------- | ----------------------------- | -------------------------------------------------------- | ----------------- | ----------------- | ----------------- | ----------------- | ----------------- | ----------------- |
| 2.                | Hello             | Kim Ina (김이나), Minho       | Tim McEwan, Jess Cates, Lars Halvor Jensen               | 3:04              |                   |                   |                   |                   |                   |
| 3.                | 하나 (One)        | Park Sung Soo (박성수), Minho | Park Sung Soo (박성수)                                   | 3:34              |                   |                   |                   |                   |                   |
| 4.                | Get It            | Ceejay, Gilme, Minho, Key     | Honor Roll, Ryan Jhun, Denzil "iDR" Remedios, Kibwe Luke | 3:23              |                   |                   |                   |                   |                   |
| 57:53             |                   |                               |                                                          |                   |                   |                   |                   |                   |                   |

## Classement

### Album
Lucifer
| Classement               | Meilleure position |
| ------------------------ | ------------------ |
| Gaon Weekly album chart  | 1                  |
| Gaon Monthly album chart | 1                  |
| Gaon Yearly album chart  | 39                 |

Hello
| Chart                    | Peak position |
| ------------------------ | ------------- |
| Gaon Weekly album chart  | 1             |
| Gaon Monthly album chart | 5             |
| Gaon Yearly album chart  | 21            |

## Ventes et certifications
| Classement          | Album           | Total            |
| ------------------- | --------------- | ---------------- |
| Gaon physical sales | Lucifer (album) | Plus de 241 432, |
| Gaon physical sales | Hello Repackage | Plus de 241 432, |

## Historique de sortie
Lucifer
| Version           | Pays         | Date                                                                      | Label                  | Format |
| ----------------- | ------------ | ------------------------------------------------------------------------- | ---------------------- | ------ |
| A                 | Corée du Sud | 19 juillet 2010                                                           | SM Entertainment       | CD     |
| A                 | Hong Kong    | 13 août 2010                                                              | Avex Asia              | CD     |
| A                 | Taïwan       | 13 août 2010                                                              | Avex Asia              | CD     |
| A                 | Philippines  | 18 septembre 2010 (Sortie Spéciale) 24 septembre 2010 (Sortie Officielle) | Universal Records      | CD     |
| B                 | Corée du Sud | 28 juillet 2010                                                           | SM Entertainment       | CD     |
| B                 | Hong Kong    | 18 août 2010                                                              | Avex Asia              | CD     |
| B                 | Philippines  | 18 septembre 2010 (Sortie Spéciale) 24 septembre 2010 (Sortie Officielle) | Universal Records      | CD     |
| Version Japonaise | Japon        | 15 septembre 2010                                                         | Avex Trax, Rhythm Zone | CD+DVD |

Hello
| Pays         | Date                                                                   | Label             | Format |
| ------------ | ---------------------------------------------------------------------- | ----------------- | ------ |
| Corée du Sud | 4 octobre 2010                                                         | SM Entertainment  | CD     |
| Hong Kong    | 2010                                                                   | Avex Asia         | CD     |
| Taïwan       | 2010                                                                   | Avex Asia         | CD+DVD |
| Philippines  | 27 novembre 2010 (Sortie Spéciale) 3 décembre 2010 (Sortie Officielle) | Universal Records | CD     |
| Japon        | Mars 2011                                                              | EMI Music Japan   | CD+DVD |